# زي اوندي عبد العزيز
زي اوندي عبد العزيز لاعب كرة قدم من الغابون ويلعب حاليا لنادي وفاق سطيف ، لاعب وسط ، يحمل رقم 19.